# 香港郵票
香港郵票是指由香港郵政發行的郵票，適用於香港地區進行郵遞，分為通用郵票及特別郵票兩種。

## 歷史

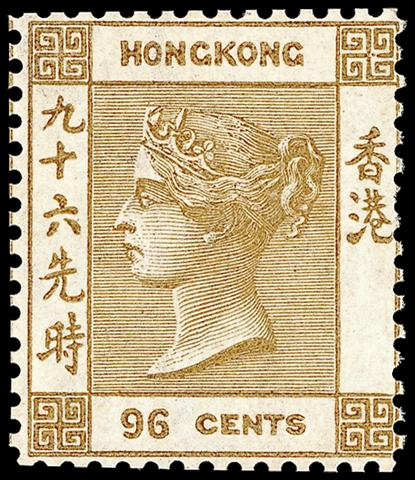
1865年發行的香港郵票，頭像為維多利亞女皇，面值為96先時，即港幣96仙（分）

雖然自1841年香港開埠起，香港已有郵遞服務，但當時仍需使用英國郵票。而首套香港通用郵票於1862年12月8日發行，共有7種不同的面值。郵票設計主要沿用英國首套郵票黑便士的邊框設計，以當時英國君主維多利亞女皇的側面為圖案。而郵票的上方和右方，則分別寫上英文「HONG KONG」及中文「香港」，下方和左方則分別是英文和中文的面值。至1903年，郵政部門共發行16套共60種面值的通用郵票，但構圖完全一樣，只是顏色的不同。自英國君主愛德華七世繼位後，構圖的頭像才有所改變，其後的佐治五世、佐治六世及伊利沙伯二世的第一套郵票也是如此。

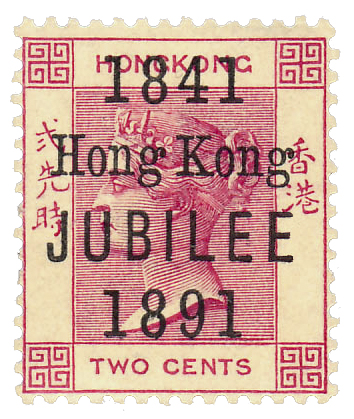
1891年1月22日發行的香港開埠金禧紀念郵票，是以2先時郵票加蓋「1841 Hong Kong JUBILEE 1891」字樣。

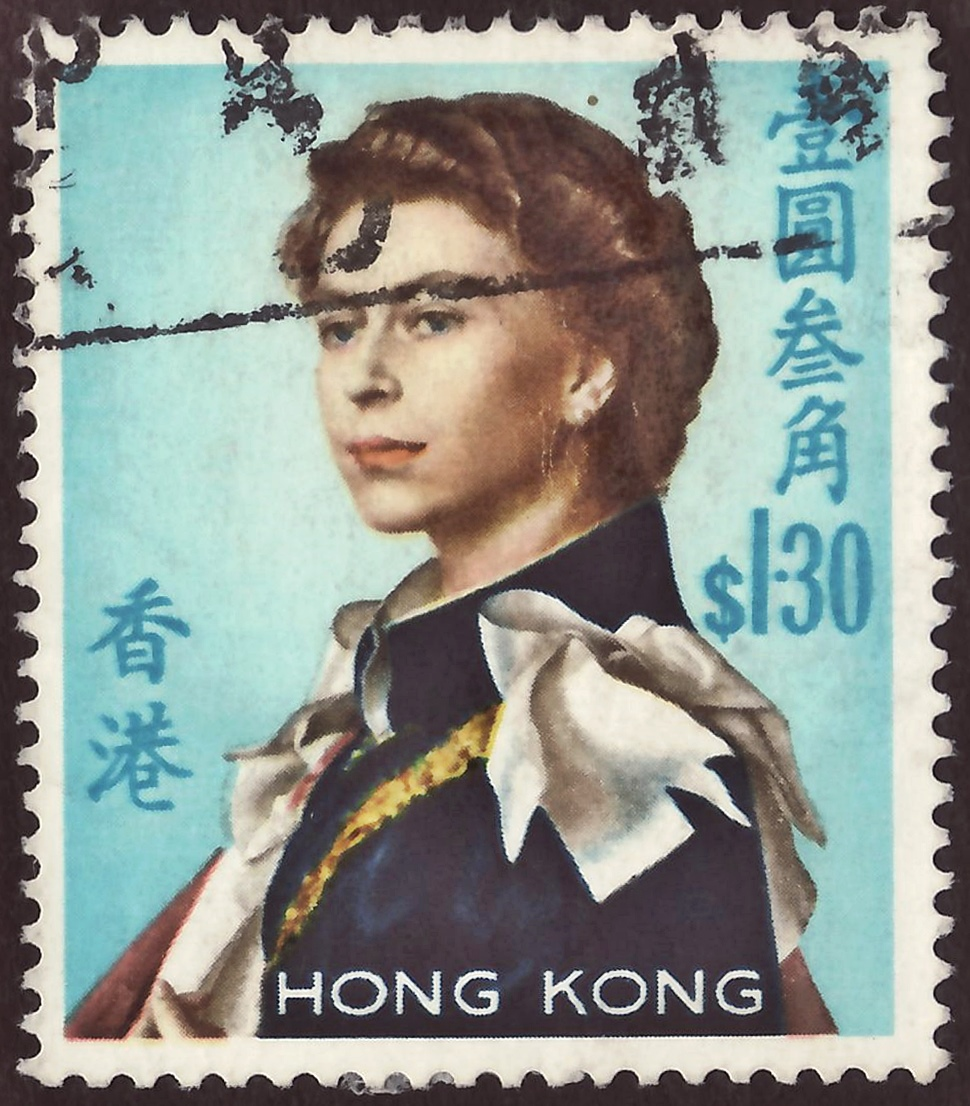
1962年發行以伊利沙伯二世「軍裝」為圖案的香港通用郵票

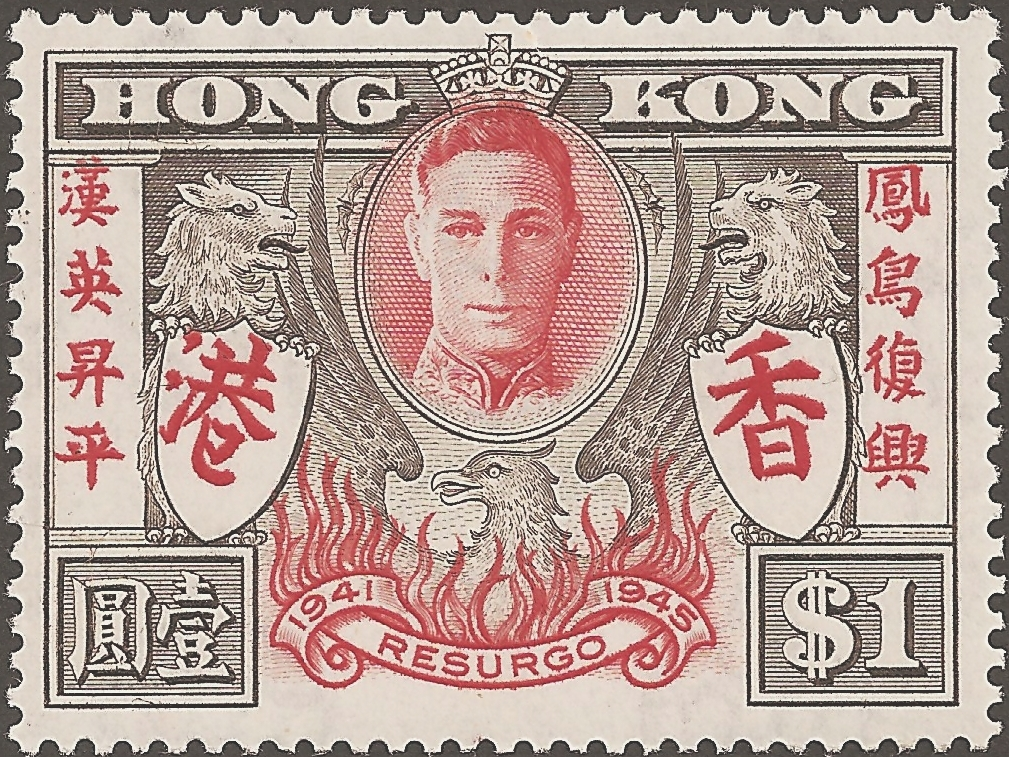
1946年發行以香港重光為題材的紀念郵票，圖中頭像為英皇佐治六世，文字是「鳳鳥復興 漢英昇平」。設計人為鍾惠霖（Mr. William E. Jones），他在集中營內設計這套郵票。

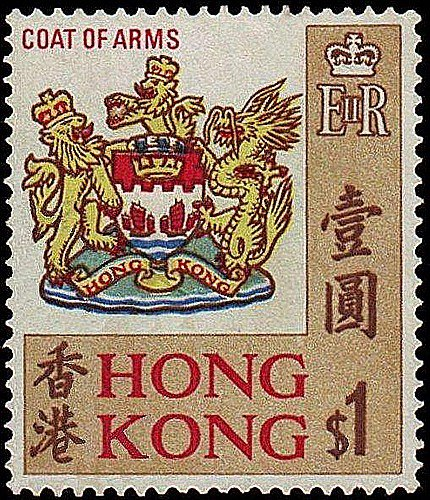
1968年發行以香港盾徽為圖案的香港通用郵票，有別於英治時期絕大部份使用英國君主頭像的香港通用郵票

直到1962年10月4日，沿用百年的設計才有較明顯的不同。但英國君主頭像以及中英文的香港名稱與面值這些原素均仍保留。於1962年發行的第二套伊利沙伯二世通用郵票，是選用了華籍設計師張一民的設計，棄用以往的邊框設計，以身穿軍裝的女皇頭像為圖案，因此該郵票俗稱為「軍裝」郵票。而該肖像乃是意大利畫家安里高理（Annigoni）1956年的作品。
雖然1968年郵政署曾短暫推出以香港市花洋紫荊及香港市徽為圖案的通用郵票，但隨後還是仍繼續使用英國君主頭像為圖案至香港回歸為止。隨著香港經濟自1960年代起迅速發展，郵遞服務需求提高，從1965年開始增加郵票發行次數，由每年2套升至3至4套。
至於特別郵票方面，首套特別郵票是1891年1月22日發行的「香港開埠50周年」紀念郵票，以當時2先時（0.02港元）的通用郵票加蓋「1841 Hong Kong JUBILEE 1891」字樣，成為全球首套以普通郵票加蓋的紀念郵票。因為發行量只有5萬枚，不及應付各地集郵者的需要。導致首發當天即1891年1月22日，大量人擠在郵政總局內爭相認購，引起衝突，最後3人死亡，多人受傷。
直至1960年，特別郵票僅發行過20套，全部均以英國皇室或世界性的題材有關。1967年1月17日，郵政署首度發行有中華特色的特別郵票，以生肖為主題（當年為羊年），其後也發行不少顯出本土特色的特別郵票。到了1980年代，踏入香港主權移交過渡期，特別郵票的發行量有明顯增加。由1985年5月至1996年底，郵政署共發行44套特別郵票。
1997年1月26日，香港郵政署發行沒有英國君主頭像的通用郵票，使用維多利亞港沿岸為圖案，以取代當時通用的具殖民地色彩的郵票。1997年7月1日香港主權移交，郵政署宣佈舊有的「英女皇頭」郵票停用，與當時仍容許「英女皇頭」香港硬幣繼續通用的安排不同。這個安排於2007年引起司法覆核，但最後失敗。

## 香港特別行政區

### 通用郵票
香港皇家郵政於1862年開始發行通用郵票，每隔約干年份及君主更替會發行全新一輯的通用郵票，中間亦會因應郵費調整而發行與當時設計同款的增補面額，以取代不再屬於常用於付費的面額。郵票均以當時君主頭像作為基礎設計。直至1997年回歸前，香港郵政署發行了一套中立、沒有任何主權標示的香港通用郵票，以作主權移交前的準備。
由1862年至1997年發行的通用郵票︰
- 1862年香港通用郵票（維多利亞女皇）
- 1903年香港通用郵票（愛德華七世）
- 1912年香港通用郵票（佐治五世）
- 1938年香港通用郵票（佐治六世）
- 1954年香港通用郵票（伊莉莎白二世第一輯）
- 1962年香港通用郵票（伊莉莎白二世第二輯）
- 1973年香港通用郵票（伊莉莎白二世第三輯）
- 1982年香港通用郵票（伊莉莎白二世第四輯）
- 1987年香港通用郵票（伊莉莎白二世第五輯）
- 1992年香港通用郵票（伊莉莎白二世第六輯）
- 1997年香港通用郵票

香港特別行政區成立後至今，香港郵政共發行過5套通用郵票：
- 1999年香港通用郵票
- 2002年香港通用郵票
- 2006年香港通用郵票
- 2014年香港通用郵票
- 2025年香港通用郵票

現時這5款通用郵票和1997年香港通用郵票可以繼續流通使用。

### 特別郵票
特別郵票是郵政署發行的與通用郵票設計不同的郵票，只會於特定日子在郵局限量發售，具紀念價值。
郵政署每年均發行約十多套特別郵票。以2007年為例，發行的特別郵票包括豬年生肖郵票、世界童軍運動百周年、以兔為主題的兒童郵票、昆明石林、中國武術、香港蝴蝶 Ⅱ 、香港特別行政區成立十周年、公民教育、香港法定古蹟、聖誕郵票及木藝為題材。
近年香港郵政經常與其他國家和地區聯合發行郵票，首套聯合發行郵票是與新加坡聯合發行的「旅遊業」特別郵票（1999年7月1日發行），最近期的是與法國聯合發行的「藝術」郵票。香港郵政也與中國郵政及澳門郵政聯合發行多套郵票，包括神舟六號飛船首飛成功、鄭和下西洋、花燈、中華人民共和國成立60週年等。
2013年，香港郵政曾發行過渡郵票，用於填補2006年香港通用郵票與郵費修訂後尚未印刷好的2014年郵票之間的過渡期。